# Wybacz, ale chcę się z tobą ożenić
Wybacz, ale chcę się z tobą ożenić (wł. Scusa ma ti voglio sposare) – włoska komedia romantyczna z 2010 roku w reżyserii Federico Mocci. Film wszedł na ekrany włoskich kin 12 lutego 2010 roku. Stanowi kontynuację komedii Wybacz, ale będę ci mówiła skarbie (2008).

## Fabuła
Alex (Raoul Bova) i Niki (Michela Quattrociocche), mimo znacznej różnicy wieku, tworzą udany związek. Podczas romantycznej podróży do Paryża mężczyzna oświadcza się wybrance. Dziewczyną zaczynają jednak targać wątpliwości.

## Obsada
- Raoul Bova jako Alessandro "Alex" Belli
- Michela Quattrociocche jako Niki
- Andrea Montovoli jako Guido
- Francesco Apolloni jako Pietro
- Luca Angeletti jako Enrico
- Cecilia Dazzi jako Simona
- Ignazio Oliva jako Flavio
- Lorenzo Federici jako Matteo
- Francesca Ferrazzo jako Erica
- Francesca Antonelli jako Susanna
- Michelle Carpente jako Diletta
- Beatrice Valente jako Olly
- Rossella Infanti jako Cristina
- Pino Quartullo jako Roberto
- Chiara Tomaselli jako Claudia
- Francesco Arca jako fotograf

## Produkcja
Zdjęcia kręcono w Rzymie i w Paryżu.